# Partida de la Porra
La Partida de la Porra va ser un grup repressor violent d'agitadors al servei del Partit Progressista espanyol que va començar a actuar pels voltants del 1870 per defensar al monarca Amadeu I.

## Història
Estava dirigida pel periodista i empresari teatral Felipe Ducazcal Lasheras (1849-1891) i la formaven uns trenta individus que s'encarregaven de destrossar les redaccions dels periòdics de la premsa opositora (alfonsins, moderats, carlistes), dissoldre les reunions dels partits polítics moderat i carlista cantant el Trágala, donar pallisses als seus líders destacats i acoquinar als electors adversos, apedregant els cristalls de les seves cases o els fanals propers, entre altres procediments, de vegades amb la cooperació i fins i tot l'anuència callada de les autoritats civils. Segons el parer de Ríos Rosas, la inspirava el promotor de la candidatura d'Amadeu de Savoia, el general Prim, i després Sagasta. Amb la restauració va recolzar al nou rei Alfons XII. Alguns dels periòdics que van ser-ne víctimes van ser El Cascabel i El Quijote, aquest últim dirigit per Juan Rico y Amat qui, a més, no va poder estrenar una sarsuela seva per l'aguerrida oposició que va exercir aquesta partida. Víctimes de la Partida de la porra, a més del citat, foren el jove periodista Azcárraga, autor del libel carlista El Papelito, un fill del marquès de Zafra i Saturnino Esteban Miguel de Collantes A semblança de la Partida de la Porra madrilenya van sorgir-ne altres a les ciutats més populoses d'Espanya, amb idèntic propòsit repressiu.
La Partida de la Porra també va actuar contra la Internacional a Espanya. El 2 de maig de 1871 un grup de «porristes» va irrompre en el banquet de solidaritat franco-espanyola organitzat per la secció de la Internacional de Madrid —en el qual els assistents «arrossegats per aquest cosmopolitisme insensat que té ara com a principal òrgan la Internacional» van combatre «tota idea de patriotisme», segons els periòdics conservadors de l'època— causant una vintena de ferits, sense que els agents de l'autoritat intervinguessin, la qual cosa va motivar la presentació d'una interpel·lació al govern del general Serrano per part de dos diputats del Partit Republicà Democràtic Federal.